# Галузі економіки
Галузь промисловості — сукупність споріднених підприємств, продукція яких має однакове економічне призначення, характеризується однотипністю використовуваної сировини, технологічних процесів, технічної бази, професійного складу кадрів і умов праці (електроенергетична, паливна, чорна та кольорова металургія, хімічна і нафтохімічна, машинобудівна, металообробна, лісова, деревообробна, легка, харчова та інші).
Глобальна галузь промисловості — галузь промисловості, в якій стратегічні позиції конкурентів на даному географічному або національному ринку визначаються їхніми глобальними позиціями загалом.
Галузе́ва структу́ра націона́льної еконо́міки — частка продукції національної економіки у ВВП країни. Галузями національної економіки є: промисловість, будівництво, сільське господарство, торгівля, управління. Кожна галузь економіки поділяється на комплексні підгалузі та види виробництва, які характеризуються різним ступенем диференціації виробництва.
Галузева структура економіки характеризує співвідношення валових випусків окремих галузей, великих народногосподарських комплексів і визначається часткою кожної галузі у загальному валовому випуску.
Галузева структура виражає пропорції розвитку окремих галузей, підгалузей, видів діяльності, виробництв, сфер національної економіки.
Галузеві зрушення на макрорівні, якщо розглядати їх у тривалих історичних рамках, проявлялися спочатку у швидкому росту «первинних галузей» (сільське господарство й добувна промисловість), потім «вторинних» (промисловість і будівництво), а в останній період — «третинних галузей» (сфера послуг). [Архівовано 27 вересня 2016 у Wayback Machine.]
Господарський комплекс має певну структуру, що передбачає наявність складових частин і зв'язків між ними. Головними його складовими є дві сфери: виробнича сфера, у якій виробляються матеріальні блага, і сфера послуг (невиробнича сфера), яка здебільшого надає послуги населенню.
Ці сфери, у свою чергу, поділяють на галузі національного господарського комплексу, під якими розуміють сукупність підприємсв і установ, що задовольняють однорідні потреби суспільства (промисловість — у промисловій продукції, транспорт — у переміщенні вантажів і перевезенні населення, освіта — у наданні освітніх послуг тощо). Кожна галузь займається певним видом економічної діяльності. Так, сільське господарство — рослинництвом і тваринництвом, будівельна галузь — будівництвом цивільних та промислових об'єктів.

## Галузі машинобудування
- Важке машинобудування
  - Гірничо-шахтне машинобудування
  - Металургійне машинобудування
  - Енергетичне машинобудування

- Загальне машинобудування
  - Залізничне машинобудування
  - Суднобудування
  - Авіаційна промисловість
  - Ракетно-космічна галузь
  - Виробництво технологічного встаткування по галузях 
    - Будівельне й комунальне машинобудування
    - Сільськогосподарське машинобудування
    - Хімічне машинобудування
    - Лісопромислове машинобудування

- Середнє машинобудування
  - Автомобільна промисловість
  - Тракторобудування
  - Верстатобудування
  - Робототехніка
  - Інструментальна промисловість
  - Устаткування легкої промисловості
  - Устаткування харчової промисловості
  - Промисловість побутових приладів і машин

- Точне машинобудування
  - Приладобудування
  - Радіотехнічна й електронна промисловість
  - Електротехнічна промисловість

- Виробництво металевих виробів і заготовок

## Хімічні та нафто-хімічна галузі
- Нафтогазова промисловість України
- Паливна промисловість
- Силікатна промисловість
- Сірчанокислотна промисловість
- Содова промисловість
- Соляна промисловість
- Спиртова промисловість
- Тукова промисловість
- Хімічна промисловість
- Хімічних волокон промисловість
- Хімічно-фармацевтична промисловість

## Інші галузі
- Вовняна промисловість
- Вугільна промисловість
- Крохмалева промисловість
- Лісова промисловість
- Меблева промисловість
- Оборонна промисловість
- Пивоварна промисловість
- Поліграфія
- Радіоелектронна промисловість
- Скляна промисловість
- Текстильна промисловість
- Торфова промисловість
- Тютюново-махоркова промисловість
- Харчова промисловість
- Хлібопекарна промисловість
- Цегельна промисловість
- Целюлозна промисловість
- Цементна промисловість
- Цукрова промисловість
- Шкіряна промисловість
- Шовкова промисловість
- Ювелірна промисловість
- Ядерна промисловість